# 1974 en els vols espacials
Aquest article és una llista d'esdeveniments de vols espacials relacionats que es van produir el 1974. En aquest any, el Mariner 10 va visitar Mercuri per primera vegada i última en el segle xx.

## Llançaments
Això és una llista de vols espacials llançats el 1974.
| Data i Hora (UTC)       | Coet              | Zona                  | LSP                                | Càrrege                | Operador                           | Òrbita                              | Funció                                     | Deteriorament (UTC) | Resultat | Comentaris                                                                       |
| ----------------------- | ----------------- | --------------------- | ---------------------------------- | ---------------------- | ---------------------------------- | ----------------------------------- | ------------------------------------------ | ------------------- | -------- | -------------------------------------------------------------------------------- |
| 5 de gener, 01:45 GMT   | Aerobee 200A      | White Sands           | NASA                               |                        | NASA                               | Suborbital                          | Aeronomia/Astronomia ultraviolada          | 5 de gener 1974     | Reeixit  | Apogeu: 223 km                                                                   |
| 8 de gener, 01:40 GMT   | Aerobee 200A      | White Sands           | NASA                               |                        | NASA/NRL                           | Suborbital                          | Aeronomia/Astronomia ultraviolada          | 8 de gener 1974     | Reeixit  | Apogeu: 193 km                                                                   |
| 12 de gener, 19:12 GMT  | Skylark           | El Arenosillo         | DFVLR                              | H-GR-58                | DLR                                | Suborbital                          | Astronomia                                 | 12 de gener 1974    | Reeixit  | Apogeu: 246 km                                                                   |
| 12 de gener             | R-36              | LC-162/36, Baikonur   | RVSN                               | DKh                    | RVSN                               | Suborbital                          | Prova d'MBI                                | 12 de gener 1974    | Reeixit  | Apogeu: 1000 km                                                                  |
| 15 de gener, 20:00 GMT  | Black Brant VC    | LC-36, White Sands    | NASA                               |                        | NASA                               | Suborbital                          | Investigació solar                         | 15 de gener 1974    | Reeixit  | Apogeu: 234 km                                                                   |
| 16 de gener, 02:00 GMT  | Kappa 9M          | Kagoshima             | ISAS                               |                        | ISAS                               | Suborbital                          | Investigació de la ionosfera i solar       | 16 de gener 1974    | Reeixit  | Apogeu: 360 km                                                                   |
| 16 de gener, 17:40 GMT  | Nike Apache       | Wallops Island        | NASA                               |                        | NASA                               | Suborbital                          | Aeronomia                                  | 16 de gener 1974    | Reeixit  | Apogeu: 205 km                                                                   |
| 16 de gener, 18:13 GMT  | Super Arcas       | Wallops Island        | NASA                               |                        | NASA                               | Suborbital                          | Investigació de la ionosfera               | 16 de gener 1974    | Reeixit  | Apogeu: 103 km                                                                   |
| 16 de gener             | Aerobee 200A      | White Sands           | NASA                               |                        | NASA                               | Suborbital                          | Investigació solar                         | 16 de gener 1974    | Reeixit  | Apogeu: 250 km                                                                   |
| 17 de gener, 02:37 GMT  | Nike Tomahawk     | Poker Flat            | NASA                               |                        | NASA                               | Suborbital                          | Investigació de plasma                     | 17 de gener 1974    | Reeixit  | Apogeu: 298 km                                                                   |
| 17 de gener, 02:37 GMT  | Kosmos-3M         | LC-132/2, Plesetsk    | VKS                                | Kosmos 628 (Tsiklon)   | MO SSSR                            | LEO                                 | Navegació                                  | Encara en òrbita    | Reeixit  |                                                                                  |
| 19 de gener, 01:38 GMT  | Delta 2313        | LC-17B, CCAFS         |                                    | Skynet 2A              | UK Ministry of Defence             | Destinat: GSO Assolit: LEO          | Comms                                      | 25 de gener 1974    | Error    | Situat en òrbita incorrecta a causa de'un malfuncionament del coet transportador |
| 19 de gener, 11:34 GMT  | Skua              | El Arenosillo         | RAE                                |                        | RAE                                | Suborbital                          | Investigació de la ionosfera               | 19 de gener 1974    | Reeixit  | Apogeu: 110 km                                                                   |
| 19 de gener             | Eridan            | ALFS, Kourou          |                                    |                        |                                    | Suborbital                          | Prova de míssils                           | 19 de gener 1974    | Reeixit  | Apogeu: 220 km                                                                   |
| 20 de gener             | R-36M             | LC-103, Baikonur      | RVSN                               | POR                    | RVSN                               | Suborbital                          | Prova d'MBI                                | 20 de gener 1974    | Reeixit  | Apogeu: 1000 km                                                                  |
| 21 de gener, 02:39 GMT  | Nike Tomahawk     | Poker Flat            | NASA                               |                        | NASA                               | Suborbital                          | Plasma research                            | 21 de gener 1974    | Reeixit  | Apogeu: 298 km                                                                   |
| 21 de gener, 11:30 GMT  | Skua 4            | El Arenosillo         | RAE                                |                        | RAE                                | Suborbital                          | Investigació de la ionosfera               | 21 de gener 1974    | Reeixit  | Apogeu: 114 km                                                                   |
| 22 de gener, 02:41 GMT  | Nike Tomahawk     | Poker Flat            | NASA                               |                        | NASA                               | Suborbital                          | Investigació de plasma                     | 22 de gener 1974    | Reeixit  | Apogeu: 298 km                                                                   |
| 22 de gener, 11:00 GMT  | Lambda-3H         | Area L, Kagoshima     | ISAS                               |                        | ISAS                               | Suborbital                          | Astronomia de raigs X                      | 22 de gener 1974    | Reeixit  | Apogeu: 1571 km                                                                  |
| 8 de gener, 16:45 GMT   | Aerobee 200A      | White Sands           | NASA                               |                        | NASA                               | Suborbital                          | Investigació solar                         | 22 de gener 1974    | Reeixit  | Reached 238 km                                                                   |
| 22 de gener             | minutman I        | LF-06, Vandenberg AFB | USAF                               |                        | USAF                               | Suborbital                          | Prova d'MBI                                | 22 de gener 1974    | Reeixit  | Apogeu: 1300 km                                                                  |
| 23 de gener, 11:30 GMT  | Skua              | El Arenosillo         | RAE                                |                        | RAE                                | Suborbital                          | Investigació de la ionosfera               | 23 de gener 1974    | Reeixit  | Apogeu: 106 km                                                                   |
| 23 de gener, 12:50 GMT  | Black Brant VB    | Fort Churchill        | NRCC                               |                        | NRCC                               | Suborbital                          | Investigació d'Aeronomia/Ionosfera/Aurores | 23 de gener 1974    | Reeixit  | Apogeu: 208 km                                                                   |
| 24 de gener, 15:00 GMT  | Voskhod           | Plesetsk              |                                    | Kosmos 629 (Zenit-2M)  | MOM                                | LEO                                 | Satèl·lit de reconeixement                 | 5 de febrer 1974    | Reeixit  |                                                                                  |
| 25 de gener, 11:30 GMT  | Skua              | El Arenosillo         | RAE                                |                        | RAE                                | Suborbital                          | Investigació de la ionosfera               | 25 de gener 1974    | Reeixit  | Apogeu: 109 km                                                                   |
| 25 de gener             | UR-100N           | Baikonur Cosmodrome   | RVSN                               |                        | RVSN                               | Suborbital                          | Prova d'MBI                                | 25 de gener 1974    | Reeixit  | Apogeu: 1000 km                                                                  |
| 26 de gener             | minutman III      | LF-25, Vandenberg AFB | USAF                               | GT-24GB-1              | USAF                               | Suborbital                          | Prova d'MBI                                | 26 de gener 1974    | Reeixit  | Apogeu: 1300 km                                                                  |
| 26 de gener             | UR-100N           | Baikonur Cosmodrome   | RVSN                               |                        | RVSN                               | Suborbital                          | Prova d'MBI                                | 26 de gener 1974    | Reeixit  | Apogeu: 1000 km                                                                  |
| 27 de gener, 19:08 GMT  | Nike Tomahawk     | Andoya                | NASA                               | Ferdinand 35 (Polar 3) | NDRE                               | Suborbital                          | Investigació d'aurores                     | 27 de gener 1974    | Reeixit  | Apogeu: 238 km                                                                   |
| 30 de gener, 11:00 GMT  | Voskhod           | Plesetsk              |                                    | Kosmos 630 (Zenit-4MK) | MOM                                | LEO                                 | Satèl·lit de reconeixement                 | 13 de febrer 1974   | Reeixit  |                                                                                  |
| 30 de gener             | SSBS              | BLB, Biscarosse       | DMA                                |                        | DMA                                | Suborbital                          | Prova de míssils                           | 30 de gener 1974    | Reeixit  | Apogeu: 1000 km                                                                  |
| Gener                   | Vertikal' K65UP   | LC-107, Kapustin Iar  | RVSN                               |                        | RVSN                               | Suborbital                          | Ionosfera/Investigació solar               | Gener 1974          | Reeixit  | Apogeu: 1500 km                                                                  |
| Gener                   | Athena            | Wallops Island        | Sandia                             |                        | USAF                               | Suborbital                          | Prova de vehicle de reentrada              | Gener 1974          | Reeixit  | Apogeu: 200 km                                                                   |
| 1 de febrer, 06:30 GMT  | JCR               | Area T, Tanegashima   | NASDA                              |                        | NASDA                              | Suborbital                          | Prova de vol                               | 1 de febrer 1974    | Reeixit  | Apogeu: 200 km                                                                   |
| 4 de febrer, 14:40 GMT  | Skylark 6AC       | LA-2SL, Woomera       | BAC                                |                        | BAC                                | Suborbital                          | Astronomia                                 | 4 de febrer 1974    | Reeixit  | Apogeu: 197 km                                                                   |
| 4 de febrer             | MR-UR-100         | LC-177, Baikonur      | RVSN                               |                        | RVSN                               | Suborbital                          | Prova d'MBI                                | 4 de febrer 1974    | Reeixit  | Apogeu: 1000 km                                                                  |
| 6 de febrer, 00:34 GMT  | Kosmos-3M         | LC-132/2, Plesetsk    | VKS                                | Kosmos 631 (Tselina-O) | MO SSSR                            | LEO                                 | ELINT                                      | 3 d'octubre 1980    | Reeixit  |                                                                                  |
| 6 de febrer, 22:48 GMT  | Black Brant IVB   | Andoya                | DLR                                |                        | DFVLR                              | Suborbital                          | Investigació d'aurores                     | 6 de febrer 1974    | Reeixit  | Apogeu: 548 km                                                                   |
| 6 de febrer             | Polaris A3        | Submarí, WTR          | Marina dels Estats Units d'Amèrica |                        | Marina dels Estats Units d'Amèrica | Suborbital                          | Prova d'MBLS                               | 6 de febrer 1974    | Reeixit  | Apogeu: 1000 km                                                                  |
| 6 de febrer             | Polaris A3        | Submarí, WTR          | Marina dels Estats Units d'Amèrica |                        | Marina dels Estats Units d'Amèrica | Suborbital                          | Prova d'MBLS                               | 6 de febrer 1974    | Reeixit  | Apogeu: 1000 km                                                                  |
| 6 de febrer             | Polaris A3        | Submarí, WTR          | Marina dels Estats Units d'Amèrica |                        | Marina dels Estats Units d'Amèrica | Suborbital                          | Prova d'MBLS                               | 6 de febrer 1974    | Reeixit  | Apogeu: 1000 km                                                                  |
| 6 de febrer             | Polaris A3        | Submarí, WTR          | Marina dels Estats Units d'Amèrica |                        | Marina dels Estats Units d'Amèrica | Suborbital                          | Prova d'MBLS                               | 6 de febrer 1974    | Reeixit  | Apogeu: 1000 km                                                                  |
| 6 de febrer             | Polaris A3        | Submarí, WTR          | Marina dels Estats Units d'Amèrica |                        | Marina dels Estats Units d'Amèrica | Suborbital                          | Prova d'MBLS                               | 6 de febrer 1974    | Reeixit  | Apogeu: 1000 km                                                                  |
| 9 de febrer, 02:10 GMT  | Aerobee 200A      | White Sands           | NASA                               |                        | NASA                               | Suborbital                          | Astronomia                                 | 9 de febrer 1974    | Reeixit  | Apogeu: 186 km                                                                   |
| 9 de febrer, 06:30 GMT  | LS-C              | Area T, Tanegashima   | NASDA                              | LE-3                   | NASDA                              | Suborbital                          | Prova de vol                               | 9 de febrer 1974    | Reeixit  | Apogeu: 100 km                                                                   |
| 11 de febrer, 13:48 GMT | Titan IIIE        | LC-41, CCAFS          |                                    | Boilerplate Viking     | NASA                               | Destinat: GSO                       | Prova de coet transportador                | 12 de febrer 1974   | Error    | Malfuncionament en la turbobomba del tram superior                               |
| 11 de febrer, 13:48 GMT | Titan IIIE        | LC-41, CCAFS          | SPHINX                             | NASA                   | Destinat: GSO                      | Investigació de plasma              |                                            | 12 de febrer 1974   | Error    | Malfuncionament en la turbobomba del tram superior                               |
| 3 de juliol             | Soiuz (11A511)    | LC-1/5, Baikonur      |                                    | Soiuz 14               |                                    | LEO, acoblat al Salyut 3            | Vol orbital tripulat                       | 19 de juliol 1974   | Reeixit  |                                                                                  |
| 26 d'agost              | Soiuz (11A511)    | LC-1/5, Baikonur      |                                    | Soiuz 15               |                                    | LEO Planificat: acoblar al Salyut 3 | Vol orbital tripulat                       | 28 d'agost 1974     | Error    | Va fallar en acoblar amb el Salyut 3                                             |
| 2 de desembre           | Soiuz-U (11A511U) | LC-1/5, Baikonur      |                                    | Soiuz 16               |                                    | LEO                                 | Vol orbital tripulat                       | 8 de desembre 1974  | Reeixit  | Assaig general de l'ASTP Primer ús tripulat del vehicle de llançament Soiuz-U    |

## Encontres espacials
| Data (GMT)     | Nau espacial | Esdeveniment                                                         | Comentaris                                           |
| -------------- | ------------ | -------------------------------------------------------------------- | ---------------------------------------------------- |
| 5 de febrer    | Mariner 10   | Sobrevol de Venus                                                    | Assistència gravitatòria; apropament màxim: 5768 km  |
| 10 de febrer   | Mars 4       | Sobrevol de Mart                                                     | apropament màxim: 2200 km (missió d'orbitador)       |
| 12 de febrer   | Mars 5       | Injecció en òrbita areocèntrica                                      |                                                      |
| 9 de març      | Mars 7       | El mòdul va perdre Mart per 1300 km                                  |                                                      |
| 12 de març     | Mars 6       | El mòdul es va perdre als pocs segons abans de l'aterratge anticipat |                                                      |
| 29 de març     | Mariner 10   | 1r Sobrevol de Mercuri                                               | apropament màxim: 703 km                             |
| 2 de juny      | Luna 22      | Injecció en òrbita selenocèntrica                                    | Missió fotogràfica                                   |
| 21 de setembre | Mariner 10   | 2n sobrevol de Mercuri                                               | apropament màxim: 48069 km                           |
| 2 de novembre  | Luna 23      | va aterrar forçosament a Mare Crisium, la Lluna                      | Missió de recull de mostres                          |
| 3 de desembre  | Pioneer 11   | Sobrevol de Júpiter                                                  | Assistència gravitatòria; apropament màxim: 42960 km |

## EVAs
| Inici Data/Hora   | Duració           | Hora Fi | Nau espacial | Tripulació                                                   | Comentaris |
| ----------------- | ----------------- | ------- | ------------ | ------------------------------------------------------------ | --- |
| 3 de febrer 15:19 | 5 hores 19 minuts | 20:38   | Skylab SLM-3 | Estats Units - Gerald P. Carr · Estats Units - Edward Gibson | Es va obtenir la gravació final de l'observatori solar i es va fotografiar el Kohoutek utilitzant una càmera electronogràfica. |